# Tổng cục Chiến tranh Chính trị, Bộ Tổng Tham mưu Quân lực Việt Nam Cộng hòa
Tổng cục Chiến tranh Chính trị là cơ quan tuyên truyền, ban đầu trực thuộc Bộ Quốc phòng Việt Nam Cộng hòa. Cơ quan này được thành lập dưới thời Đệ Nhất Cộng hòa với tên gọi Nha Chiến tranh Tâm lý, nhằm mục đích xây dựng ý thức chính trị căn bản trong quân ngũ và vận động sâu sát trong tầng lớp đồng bào (chiến tranh nhân dân) trong giai đoạn Chiến tranh Việt Nam.

## Lịch sử hình thành
Ngành Chiến tranh Tâm lý có từ năm 1952 với một ban Tác động Tinh thần thành lập tại Bộ Tổng Tham mưu. Tới giữa năm 1953, ban này mở rộng thành phòng gọi là Phòng Tác động Tinh thần do Trung tá Trần Đình Lan phụ trách. Phòng này theo sắp xếp tham mưu là Phòng 5 do Thiếu tá Trần Tử Oai giữ chức vụ Tham mưu phó Tác động Tinh thần tại Bộ Tổng tham mưu. Khi Nha chiến tranh tâm lý thành lập, bãi bỏ chức vụ Tham mưu phó Tác động Tinh thần nhưng Phòng 5 vẫn duy trì tại Bộ Tổng Tham mưu. Nha này do Trung tá Nguyễn Văn Châu làm Giám đốc.
Sang thời Đệ nhị Cộng hòa thì Nha Tâm lý chiến được tổ chức lại thành Tổng cục Chiến tranh Chính trị. Cơ quan này có năm cục gồm
1. Cục Tâm lý chiến: tác vụ tuyên truyền
2. Cục Xã hội: hỗ trợ gia đình quân nhân
3. Cục Chính huấn: tổ chức huấn luyện
4. Cục An ninh Quân đội: trông coi phản gián
5. Cục Quân tiếp vụ: cung cấp nhu yếu phẩm dưới dạng miễn thuế

Hoạt động của Cục Chiến tranh Tâm lý chủ yếu là những buổi Truyền thanh, Truyền hình, ấn loát, Chiếu bóng và trình diễn văn nghệ. Những buổi phát thanh trên đài có những chương trình Tân nhạc như "Nhạc thời chinh chiến" và "Tiếng ca gửi người tiền tuyến". Ngoài ra là "Chương trình thép súng" trên Đài Truyền hình hay "Chương trình Dạ Lan" trên radio Đài Vô tuyến Việt Nam.
Nha Chiến tranh tâm lý cũng tổ chức những khóa học cho quân nhân ở trụ sở số 15 đường Lê Thánh Tôn, Sài Gòn.
Ban nhạc AVT thành lập năm 1958 với ba ca sĩ Anh Linh, Vân Sơn và Tuấn Đăng là một trong những nhóm văn nghệ của Nha Chiến tranh Tâm lý.

## Tổng cục Chiến tranh Chính trị
Năm 1965 Nha Chiến tranh Tâm lý được cải danh thành Tổng cục Chiến tranh Chính trị trực thuộc Bộ Tổng Tham mưu của Quân lực Việt Nam Cộng hòa.
Tại mỗi đơn vị từ các Quân, Binh chủng, Quân đoàn, Sư đoàn, Quân trường, Trung tâm Huấn luyện, Tiểu khu đều có Khối hoặc Phòng Chiến tranh Chính trị và có chức vụ Tham mưu phó Chiến tranh Chính trị để lo phần vụ của ngành. Ngoài ra còn có các Tiểu đoàn Chiến tranh Chính trị phối thuộc các Biệt khu và Quân khu:
-Tiếu đoàn 10 (Phục vụ Quân khu 1). -Tiểu đoàn 20 (Phục vụ Quân khu 2).
-Tiểu đoàn 30 (Phục vụ Quân khu 3). -Tiểu đoàn 40 (Phục vụ Quân khu 4).
-Tiểu đoàn 50 (Phục vụ Biệt khu Thủ đô) và Biệt đoàn Văn nghệ Trung ương.
Từ cấp Trung đoàn, Tiếu đoàn đều có Ban 5 để chăm lo về tinh thần cho binh sĩ. Cấp Đại đội, vị Đại đội phó đặc trách về Chiến tranh Chính trị. Tại mỗi Tiểu khu có một Tham mưu phó Chiến tranh Chính trị và một Đại đội Chiến tranh Chính trị Tiểu khu.
Để phục vụ tinh thần các chiến sĩ từ tiền tuyến đến hậu phương, các phương tiện truyền thông chính gồm có:
-1 Đài phát thanh Quân đội.
-1 Chương trình truyền hình Quân đội.
Báo chí gồm có: Nhật báo Tiền tuyến, Nguyệt san Chỉ đạo, Bán nguyệt san Chiến sĩ Cộng hòa, Nguyệt san Tiền phong. Về Tổng nha Tuyên uý có 3 tờ Nguyệt san của 3 Tôn giáo như: "Tinh thần" của Công giáo, "Đại từ bi" của Phât giáo, "Niềm tin" của Tin lành
Ngành Chiến tranh chính trị đã chọn Đức Nguyễn Trãi, vị anh hùng của dân tộc Việt Nam làm Thánh tổ cho ngành.

## Các Đơn vị trực thuộc
| Stt | Đơn vị               | Chú thích | Stt | Đơn vị                                     | Chú thích                                                                            |
| --- | -------------------- | --------- | --- | ------------------------------------------ | ------------------------------------------------------------------------------------ |
| 1   | Cục Tâm lý chiến     |           | 5   | Tổng nha Tuyên úy                          | Biệt đoàn Văn nghệ Trung ương được điều hành bởi Cục Tâm lý chiến                    |
| 2   | Cục Chính huấn       |           | 6   | Trường Đại học Chiến tranh Chính trị       | Vị trí tại Đà Lạt, cạnh trường Võ bị Quốc gia Đà Lạt.                                |
| 3   | Cục Xã hội           |           | 7   | Trung tâm Huấn luyện Chiến tranh Chính trị | Vị trí tại đường Đặng Đức Siêu, Sài Gòn, sau chuyển về đường Lê Văn Duyệt, Gia Định. |
| 4   | Cục An ninh Quân đội |           |     |                                            |                                                                                      |

### Cục Chính huấn
Công tác chính của Cục Chính huấn là giáo dục binh sĩ qua các lớp học và sinh hoạt. Cục Chính huấn cũng điều hành trường Chiến tranh chính trị cho đến khi trường này chuyển lên Đà Lạt năm 1967. Cơ quan này đã sáng tác nhiều bài nhạc theo thể hùng ca để đôn đúc tinh thần tranh đấu của dân quân như những bài "Cờ bay trên cổ thành Quảng Trị", "Thề không phản bội quê hương", "Trên đầu súng", "Bài ca chiến thắng", "Giặc từ miền Bắc vô đây"...

### Cục Tâm lý chiến

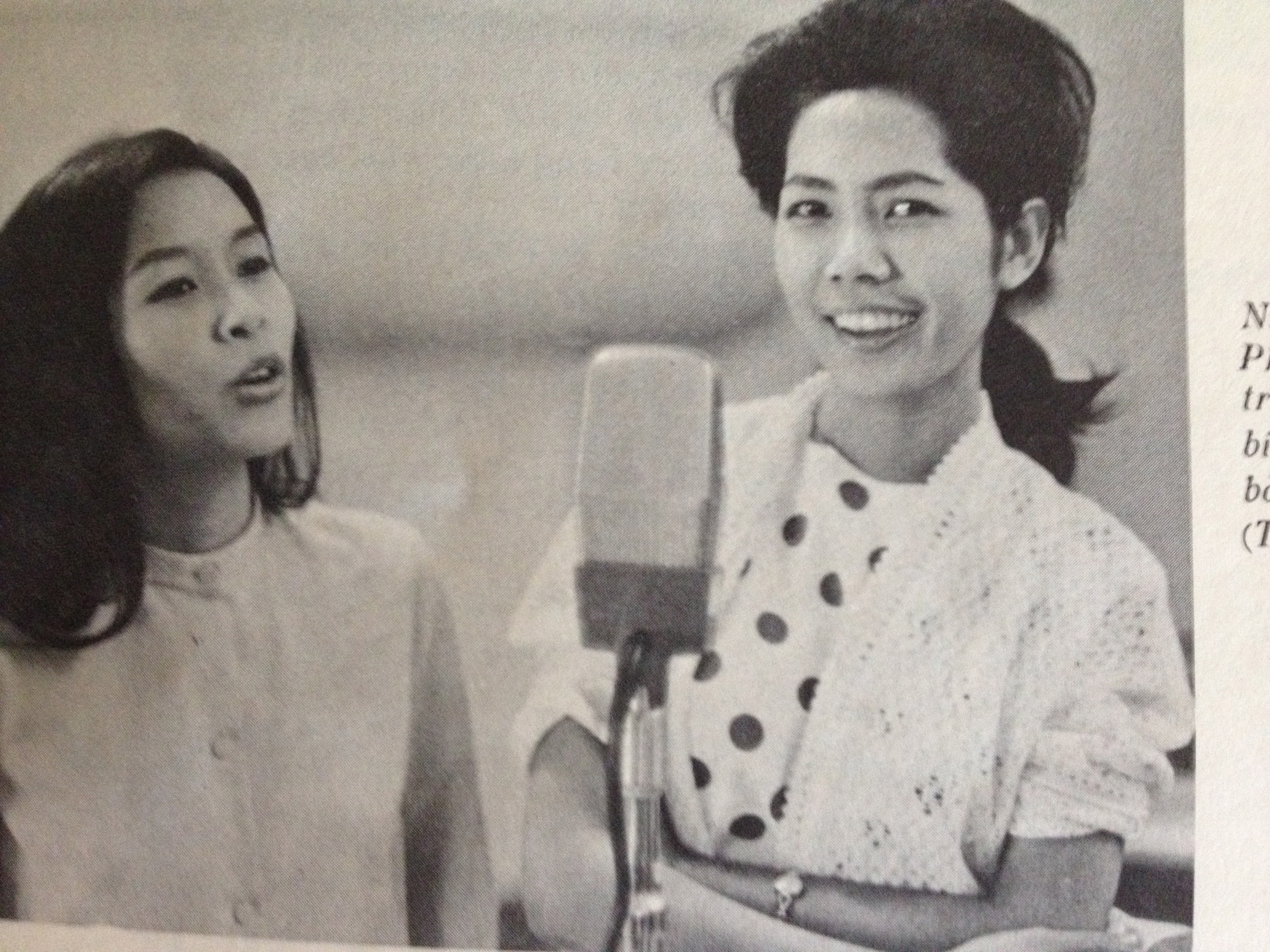
Các ca sĩ Tâm Đan và Phương Dung trình diễn tại Đài Phát thanh Quân đội năm 1965

Cục Tâm lý chiến điều hành Đài Phát thanh Quân đội, tờ báo Tiền tuyến cùng những công tác dân vận. Một đóng góp không nhỏ trong cục Tâm lý chiến là Biệt đoàn Văn nghệ Trung ương với nhiều Nhạc sĩ, Ca sĩ và Diễn viên trình diễn văn nghệ cho các Quân chủng và dân chúng.
Đối với Miền Bắc và lực lượng Việt Cộng, Cục Tâm lý chiến cho phát thanh đài "Tiếng nói Tự do", "Mẹ Việt Nam", "Gươm thiêng Ái quốc" (1965), "Tiếng nói Nam Bộ", "Tiếng nói Khmer" và "Mặt trận Dân tộc Đông Dương". Hai đài sau có chủ đích gây chia rẽ giữa Khmer Đỏ và Mặt trận Dân tộc Giải phóng miền Nam Việt Nam đang trú ẩn trên đất Cao Miên.

### Cục Xã hội
Cục Xã hội có cơ sở đào tạo nữ trợ tá xã hội, cấp sĩ quan để liên lạc với các gia đình binh sĩ, thăm thương binh và giúp đỡ gia đình tử sĩ. Nha Tuyên úy Phật giáo, Công giáo và Tin Lành đều thuộc Cục Xã hội.

### Cục Quân tiếp vụ
Đây là một cơ quan cung cấp hàng hóa nhu yếu phẩm như thuốc lá, sữa đặc, đường cát v.v... cho binh sĩ và gia đình ở giá thấp hơn giá thị trường.

### Trường Đại học Chiến tranh chính trị

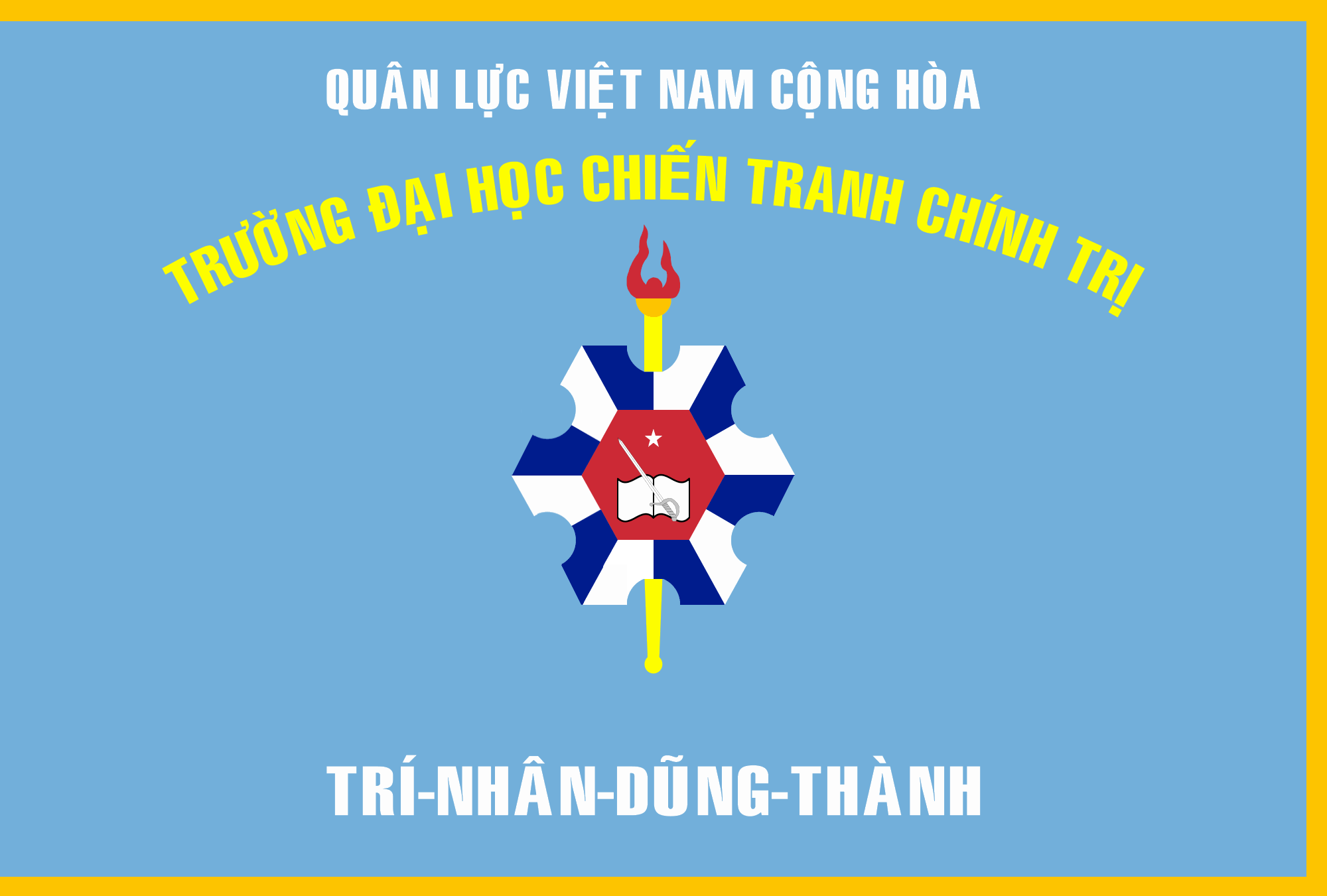
Hiệu kỳ

Cơ sở này trước tiên là trường Quân báo Tâm lý chiến Cây Mai thành lập vào năm 1956. Năm 1964 trường chính thức mang tên Trường Chiến tranh Chính trị trực thuộc Cục Chính huấn. Năm 1966, theo sắc lệnh 48/SL/QP ngày 18 tháng 3 thì cơ sở này trở thành Đại học Chiến tranh Chính trị và chuyển lên Đà Lạt ở số 78 đường Võ Tánh. Năm 1973, trường được mở rộng thêm cơ sở ở khu Chi Lăng (Đà Lạt) với mục đích đào tạo các sinh viên sĩ quan. Cơ sở cũ được dành để tổ chức huấn luyện các khoá: cơ bản, trung cấp và cao cấp Chiến tranh Chính trị cho các sĩ quan từ các đơn vị về thụ huấn. Tính đến năm 1975, trường đã tổ chức huấn luyện được 40 khóa. Ngoài ra trường còn đào tạo 6 khóa sinh viên sĩ quan (nguyên là các sinh viên đang thụ huấn tại trường Võ bị Quốc gia) với chương trình 2 năm hoặc hơn. Có tất cả 912 sinh viên sĩ quan của 4 khóa đã tốt nghiệp với cấp bậc Thiếu úy hiện dịch, 2 khóa còn lại đang trong thời gian thụ huấn thì xảy ra biến cố 30 tháng 4 năm 1975. Trường đã qua các vị Chỉ huy trưởng sau đây:
-Phó Đề đốc Lâm Ngươn Tánh
-Đại tá Nguyễn Quốc Quỳnh

## Bộ chỉ huy Tổng cục CTCT tháng 4/1975
- Chức danh Chỉ huy và Tham mưu sau cùng:

| Stt | Họ và Tên                                                     | Cấp bậc     | Chức vụ                                      | Chú thích |
| --- | ------------------------------------------------------------- | ----------- | -------------------------------------------- | --------- |
| 1   | Trần Văn Trung Võ bị Huế K1                                   | Trung tướng | Tổng cục trưởng                              |           |
| 2   | Văn Thành Cao Nội ứng Nghĩa đinh Cái Vồn (Sĩ quan GP Cao Đài) | Thiếu tướng | Tổng cục phó                                 |           |
| 3   | Nguyễn Chấn Á Võ bị Lục quân Pháp                             | Thiếu tướng | Cố vấn Tổng cục CTCT                         |           |
| 4   | Nguyễn Huy Hùng Võ bị Huế K1                                  | Đại tá      | Phụ tá Đặc biệt Tổng cục trưởng              |           |
| 5   | Trần Quang Thái Võ bị Đà Lạt K4                               | Đại tá      | Tham mưu trưởng                              |           |
| 6   | Hoàng Đạo Thế Kiệt Võ khoa Nam Định                           | Đại tá      | Cục trưởng Cục Chính huấn                    |           |
| 7   | Hoàng Ngọc Tiêu (Thi sĩ Cao Tiêu) Võ bị Đà lạt K4             | Đại tá      | Cục trưởng Cục Tâm lý chiến                  |           |
| 8   | Vũ Đức Nhuận Võ khoa Nam Định                                 | Chuẩn tướng | Cục trưởng Cục An ninh Quân đội              |           |
| 9   | Nguyễn Lễ Trí Võ bị Đà Lạt K6                                 | Đại tá      | Cục trưởng Cục Xã hội                        |           |
| 10  | Nguyễn Quốc Quỳnh Võ bị Đà lạt K4                             | Đại tá      | Chỉ huy trưởng Đại học Chiến tranh Chính trị |           |

## Tổng cục trưởng qua các thời kỳ
| Stt | Họ và Tên                       | Cấp bậc     | Tại chức         | Chú thích |
| --- | ------------------------------- | ----------- | ---------------- | --- |
| 1   | Mai Hữu Xuân Liêm Phóng Pháp    | Trung tướng | 11/1964-12/1964  | Kiêm Phó Tổng Tư lệnh Quân lực. Giải ngũ tháng 3 năm 1965                                                          |
| 2   | Huỳnh Văn Cao Võ bị Huế K2      | Thiếu tướng | 1/1965-5/1966    | Giải ngũ tháng 7 năm 1966                                                                                          |
| 3   | Nguyễn Bảo Trị Võ khoa Nam Định | Thiếu tướng | 6/1966-12/1966   | Kiêm Phụ tá Chiến tranh Chánh trị Tổng Tham mưu trưởng. Sau cùng là Trung tướng Tổng cục trưởng Tổng cục Quân huấn |
| 4   | Trần Văn Trung                  | Chuẩn tướng | 1/1967-30/4/1975 | Kiêm Phụ tá Chiến tranh Chánh trị Tổng Tham mưu trưởng. Cấp bậc sau cùng là Trung tướng                            |

## Nhân vật liên quan
| Stt | Ngành nghề | Nghệ danh        | Chú thích                                                               |
| --- | ---------- | ---------------- | ----------------------------------------------------------------------- |
| 1   | Họa sĩ     | Tạ Tỵ            |                                                                         |
| 2   | Họa sĩ     | Trịnh Cung       | Sĩ quan phục vụ ở Cục Tâm lý chiến thuộc Tổng cục Chiến tranh chính trị |
| 3   | Nhạc sĩ    | Văn Phụng        | Nhạc trưởng Đài phát thanh Quân đội VNCH.                               |
| 4   | Nhạc sĩ    | Trần Thiện Thanh |                                                                         |
| 5   | Nhạc sĩ    | Trầm Tử Thiêng   |                                                                         |
| 6   | Nhạc sĩ    | Lam Phương       |                                                                         |
| 7   | Nhạc sĩ    | Anh Bằng         |                                                                         |
| 8   | Nhạc sĩ    | Nhật Ngân        |                                                                         |
| 9   | Ca sĩ      | Anh Ngọc         | Xướng ngôn viên Đài phát thanh Quân đội VNCH.                           |
| 10  | Nhà văn    | Văn Quang        | Giám đốc Đài phát thanh Quân đội VNCH.                                  |

## Liên kết
- Ngành Chiến tranh Chính trị Quân lực VNCH Lưu trữ ngày 27 tháng 5 năm 2009 tại Wayback Machine
- Chiến tranh chính trị trong Quân lực VNCH[liên kết hỏng]
- Trang nhà Trường Chiến tranh Chính trị Lưu trữ ngày 6 tháng 3 năm 2012 tại Wayback Machine